# Caranx caballus
Caranx caballus es una especie de peces de la familia Carangidae en el orden de los Perciformes.

## Morfología
Los machos pueden llegar alcanzar los 55 cm de longitud total y los 2.810 g de peso.

## Distribución geográfica
Se encuentra en las costas del Pacífico oriental (desde California hasta el Perú, incluyendo el Golfo de California e Islas Galápagos).